# Stiftung zur Förderung von Bauforschungen
Die in Berlin ansässige Stiftung zur Förderung von Bauforschungen, kurz SFB, bestand 1931 bis 1944 und hatte die Aufgabe, die Arbeiten der Reichsforschungsgesellschaft für Wirtschaftlichkeit im Bau- und Wohnungswesen (RFG) fortzuführen.

## Gründung und Mitglieder
Am 31. Mai 1931 beschloss eine Mitgliederversammlung der RFG die Liquidation der RFG und die Übertragung sämtlicher Forderungen und Verbindlichkeiten auf die neu zu gründende Stiftung zur Förderung von Bauforschungen (SFB). Stiftungsgründer war das Deutsche Reich, vertreten durch den Reichsarbeitsminister. Dieser entsandte seine Mitarbeiter Friedrich Schmidt und Werner Meyer in den Vorstand der SFB, Geschäftsführer wurde Friedrich Kramer, als einer der technischen Referenten wurde bis August 1933 Hans Kammler berufen. Ergänzt wurde die Stiftungsarbeit durch einen überschaubaren Bürobetrieb mit Buchhaltung, Registratur und Stenotypistin.

## Aufgaben
Die SFB trat in sämtliche Rechte und Pflichten der RFG ein, indem sie die Tilgungssummen der von der RFG gewährten Darlehen sowie die anfallenden Zinsen in das jeweils gleiche Arbeitsgebiet einsetzte und dort neue Untersuchungen finanzierte. Gleichzeitig übernahm sie die laufende Auswertung der Forschungsaufträge. Die Arbeitsgebiete waren, analog zur RFG die Finanzierung von Bautechnischen Versuchssiedlungen (z. B. Spandau Haselhorst), die Unterstützung bei der Entwicklung von Normen und Gütevorschriften sowie die Finanzierung von Publikationen zur Bauforschung. So erschien zwischen 1933 und 1941 das von der SFB finanzierte „Literaturverzeichnis des Wohnungs- und Siedlungswesens“, herausgegeben von Rose von Mangoldt.

## Auflösung
Mit dem Übergang der Verantwortung für den Wohnungsbau (Abt. VI des Reichsarbeitsministeriums) auf den Reichswohnungskommissar Robert Ley nach 1941 geriet die SFB ebenfalls in diese neue Zuständigkeit. 1943 veranlasste Ley die Zusammenführung der Bauforschung in seinem Verantwortungsbereich in der ihm unterstehenden Deutschen Akademie für Wohnungswesen e.V. (DAW). Die SFB übergab ihre sämtlichen Arbeitsunterlagen an die DAW, wo diese bei einem Bombenangriff im November 1943 fast vollständig verloren gingen. Die Stiftung selbst stellte 1944 ihre Arbeit ein, ihr Vermögen wurde weitgehend in die DAW übertragen.